# Jimmy Destri
Jimmy Destri (James Mollica, 13 de abril de 1954) es un músico estadounidense, reconocido principalmente por su asociación con la banda de new wave y punk rock Blondie.

## Carrera
Destri se desempeñó como tecladista y uno de los principales compositores junto a Chris Stein y Deborah Harry en la banda Blondie, apareciendo desde el primer disco de la banda en 1976. Destri abandonó las giras en 2004 pero permaneció como miembro oficial de la banda por algunos años más.

### Créditos de composición
Destri colaboró en la composición de las siguientes canciones de Blondie: 
- "Look Good In Blue", "A Shark In Jet's Clothing" y "Kung Fu Girls" del álbum Blondie (1976)
- "Fan Mail", "Contact in Red Square", "No Imagination", "Kidnapper", "Detroit 442" y "Poets Problem" del álbum Plastic Letters (1977)
- "Picture This" y "11:59" de Parallel Lines (1978)
- "Accidents Never Happen", "Slow Motion", "Atomic" y "Living in the Real World" de Eat to the Beat (1979)
- "Angels on the Balcony", "Do the Dark" y "Walk Like Me" de Autoamerican (1980)
- "Danceway" and "(Can I) Find The Right Words (To Say)" de The Hunter (1982)
- "Maria", "Nothing Is Real but the Girl", "No Exit" y "Dig up the Conjo" de No Exit (1998).
- "Rules for Living", "Background Melody (The Only One)", "Last One in the World" y "Diamond Bridge" de The Curse of Blondie (2003)

En 2012 Destri formó la banda Jimmy Destri and The Sound Grenade.